# Tétis (satélite)
Tétis é um satélite natural de Saturno, também conhecido como Saturno III. Foi descoberto por Giovanni Cassini em 1684 e foi nomeado e tem o nome do titã Tétis da mitologia grega.

## Órbita
Tétis orbita Saturno a uma distância de cerca de 295.000 km do centro do planeta. Sua excentricidade orbital é de 0,0001°, e sua inclinação orbital é de cerca de 1°. Tétis está travado em uma ressonância de inclinação com Mimas, no entanto, devido à baixa gravidade dos respectivos corpos, essa interação não causa qualquer excentricidade orbital perceptível ou aquecimento das marés.
Tétis tem duas luas co-orbitais, Telesto e Calipso, orbitando próximo dos seus pontos de Largange L4 (60° à frente) e L5 (60° atrás), respectivamente.

## Características físicas
Tétis é um corpo gelado semelhante na natureza das luas Dione e Reia. A densidade do satélite é 0,98 g/cm3, indicando que é composto quase totalmente por gelo. A superfície de Tétis está intensamente crivada de crateras e contém rachaduras causadas por falhas no gelo. O terreno é composto por regiões com muitas crateras, com uma cintura escura com poucas crateras que se estende ao longo do satélite.
As poucas crateras da cintura indicam que Tétis já foi internamente ativa, provocando a reformação da superfície em partes do terreno antigo. A causa exata da cintura escura é desconhecida, mas conseguiu-se uma interpretação possível a partir das imagens recentes, da sonda Galileo, de Ganímedes e Calisto, luas de Júpiter. Ambos os satélites mostram calotas polares feitas de depósitos de gelo brilhante nas encostas das crateras voltadas para os polos. À distância, as calotas parecem mais brilhantes devido à névoa provocada por milhares de pedaços de gelo nas crateras menores.
Há uma enorme trincheira em Tétis, chamada Ithaca Chasma com cerca de 65 quilômetros (40 milhas) de largura e vários quilômetros de profundidade. Cobre três quartos da circunferência de Tétis. A fissura tem aproximadamente a dimensão que os cientistas tinham previsto, para o caso de Tétis ter sido fluida e a crosta endurecida antes do interior.
Outra formação proeminente é uma enorme bacia de impacto com 400 quilómetros chamada Odysseus. A cicatriz do impacto estende-se por mais de dois quintos do satélite, com um diâmetro ligeiramente maior do que Mimas, outra lua de Saturno. Quando Odysseus foi criada, a cratera deve ter sido profunda com uma cordilheira montanhosa elevada e um pico central alto. Ao longo do tempo, o fundo da cratera adaptou-se à forma esférica da superfície de Tétis, e o anel da cratera e o pico central colapsaram. A temperatura à superfície de Tétis é de -187 °C.

## Exploração

### Pionner 11
A primeira sonda a explorar Tétis foi a Pionner 11 em 1 de setembro de 1979 a uma distância de 329 197 quilômetros.

### Voyager 1 e Voyager 2
Em 12 de novembro de 1980 a sonda Voyager 1 sobrevoou Tétis a uma distância de 415 670 km do satélite, obtendo imagens de Tétis e descobrindo a primeira formação geológica, o vale Ithaca Chasma. Em 26 de agosto de 1981 a sua nave espacial gêmea, Voyager 2, passou tão perto quanto 93 010 km da lua, descobrindo a cratera Odysseus e circulando o satélite natural em 270.º.

### Cassini
A espaçonave Cassini entrou em órbita ao redor de Saturno em 2004. Durante sua missão principal de junho de 2004 a junho de 2008, ela realizou um sobrevôo de Tétis em 24 de setembro de 2005 a uma distância de 1503 km. Além desse sobrevôo, a espaçonave realizou muitos sobrevôos não direcionados durante suas missões primárias e equinócio desde 2004, a distâncias de dezenas de milhares de quilômetros.
Outro sobrevôo de Tethys ocorreu em 14 de agosto de 2010 a uma distância de 38 300 km, fotografando Penelope, a quarta maior cratera em Tétis que tem 207 km de largura.[carece de fontes?] Mais voos não direcionados estão planejados para a missão do solstício em 2011–2017.
As observações da Cassini permitiram que mapas de alta resolução de Tétis fossem produzidos, com resolução de 0,29 km. A espaçonave obteve espectros no infravermelho próximo espacialmente resolvidos de Tétis mostrando que sua superfície é feita de gelo de água misturado com um material escuro, enquanto as observações no infravermelho distante restringiram o albedo da ligação bolométrica. As observações de radar no comprimento de onda de 2,2 cm mostraram que o regolito de gelo tem uma estrutura complexa e é muito poroso. As observações de plasma nas proximidades de Tétis demonstraram que se trata de um corpo geologicamente morto que não produz nenhum novo plasma na magnetosfera de Saturno.

### Missões futuras
As missões futuras para Tétis e o sistema de Saturno são incertas, mas uma possibilidade é a Titan Saturn System Mission.

## Galeria

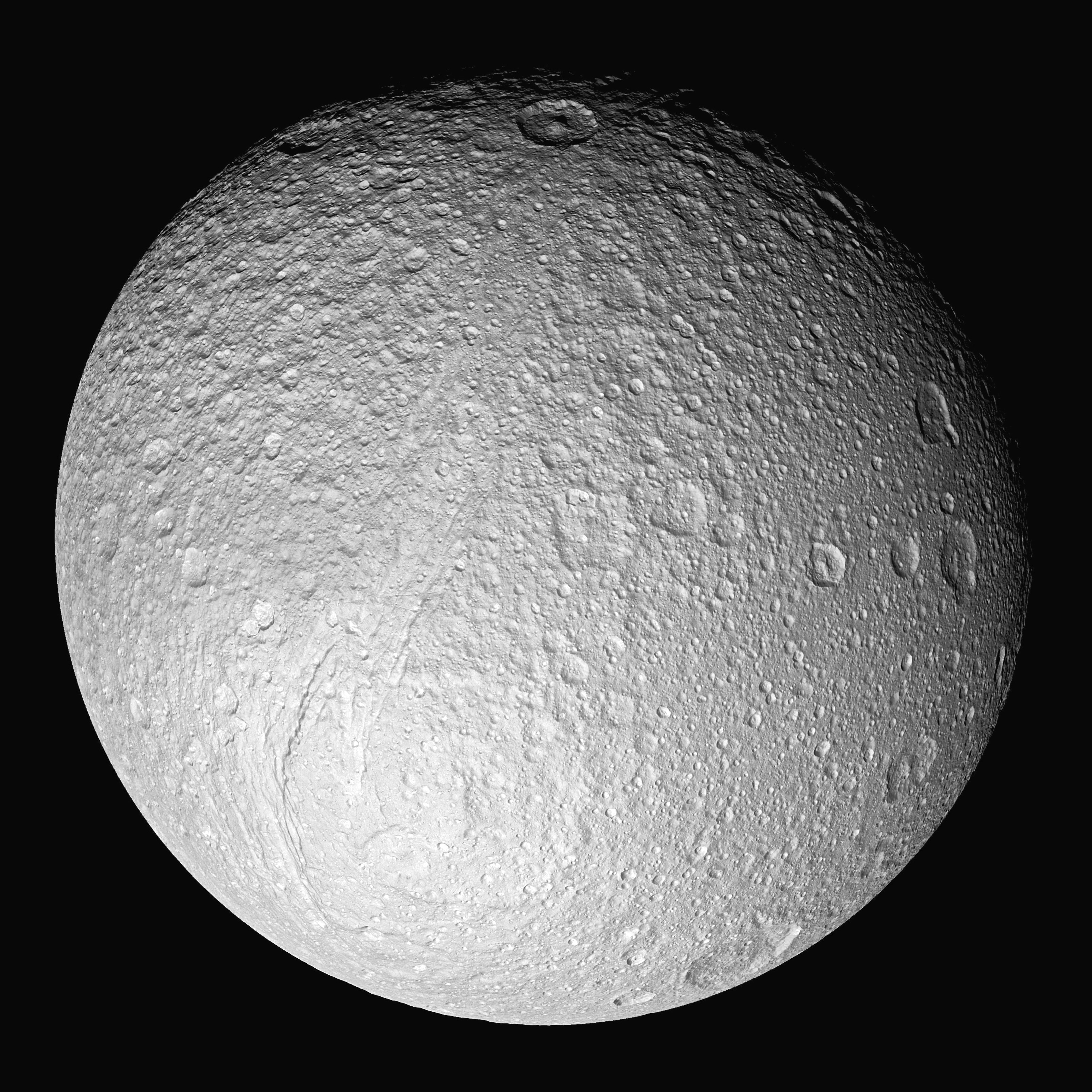
Vista da Cassini do hemisfério de Tétis voltado para Saturno, mostrando a fenda gigante Ithaca Chasma, a cratera Telemanchus no topo e planícies suaves à direita.
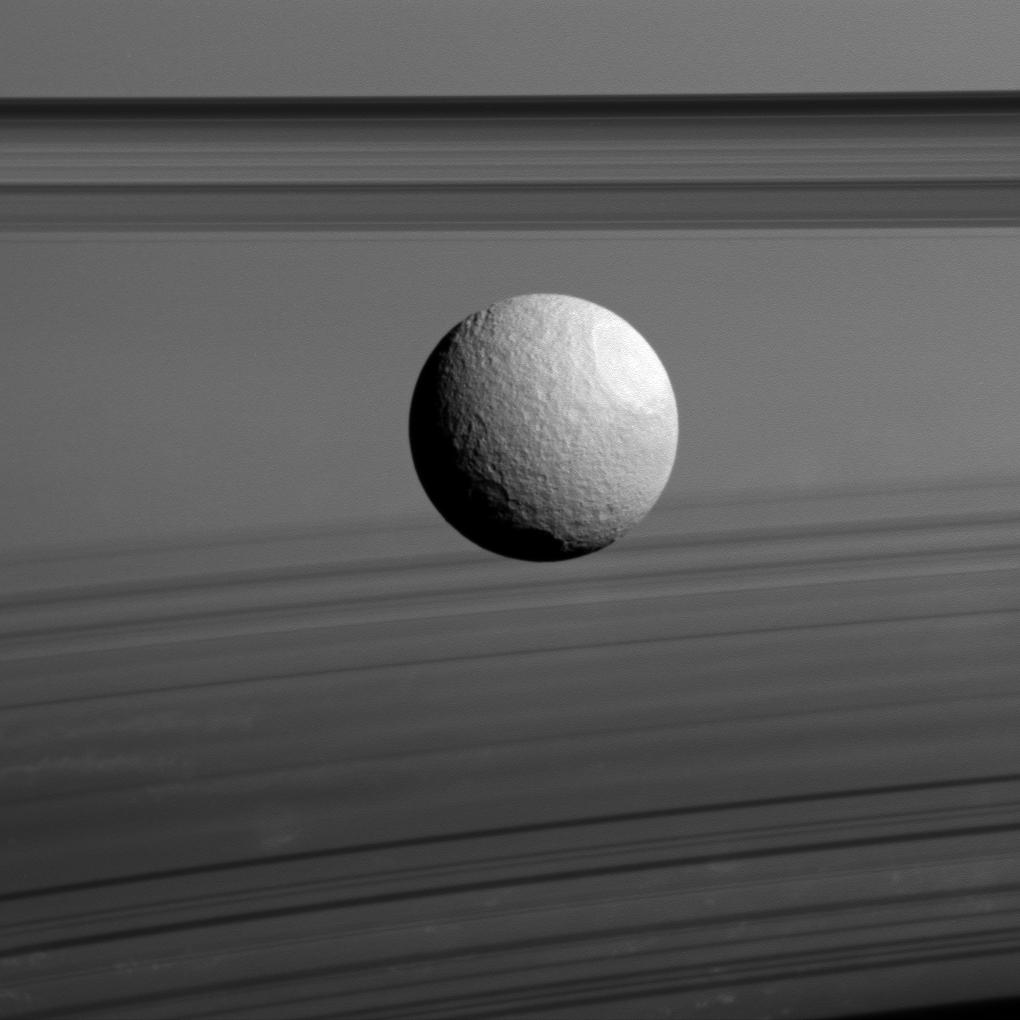
Tétis e os anéis de Saturno.
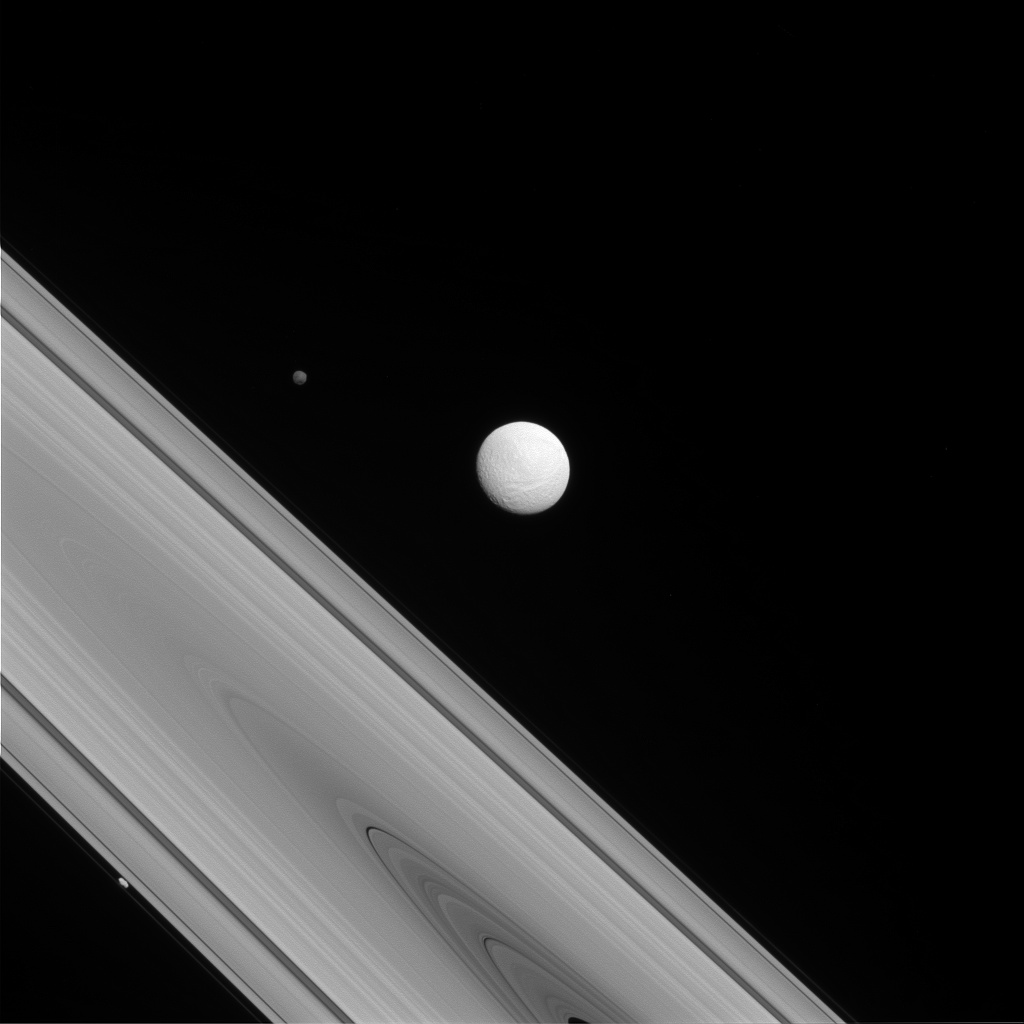
Tétis, Hipérion e Prometeu.
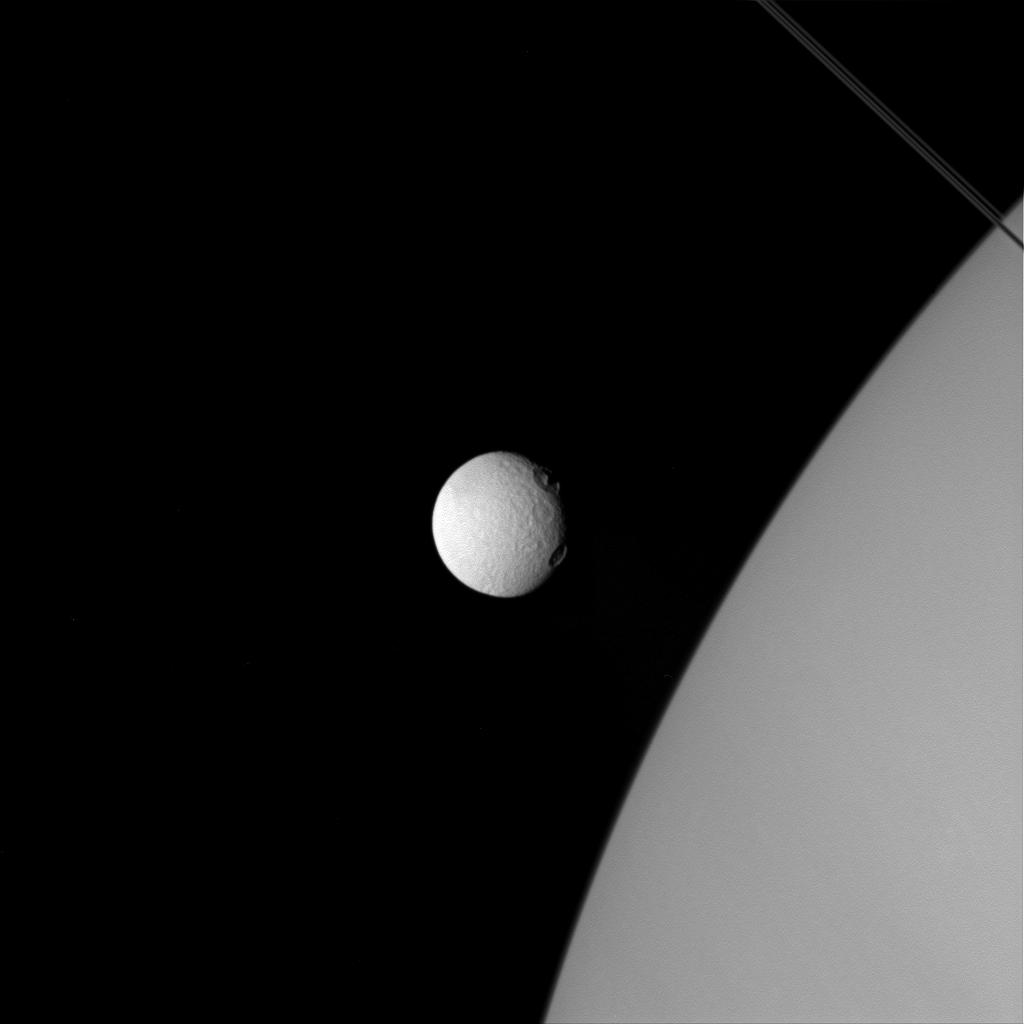
Tétis próximo de Saturno (11 de Abril de 2015).
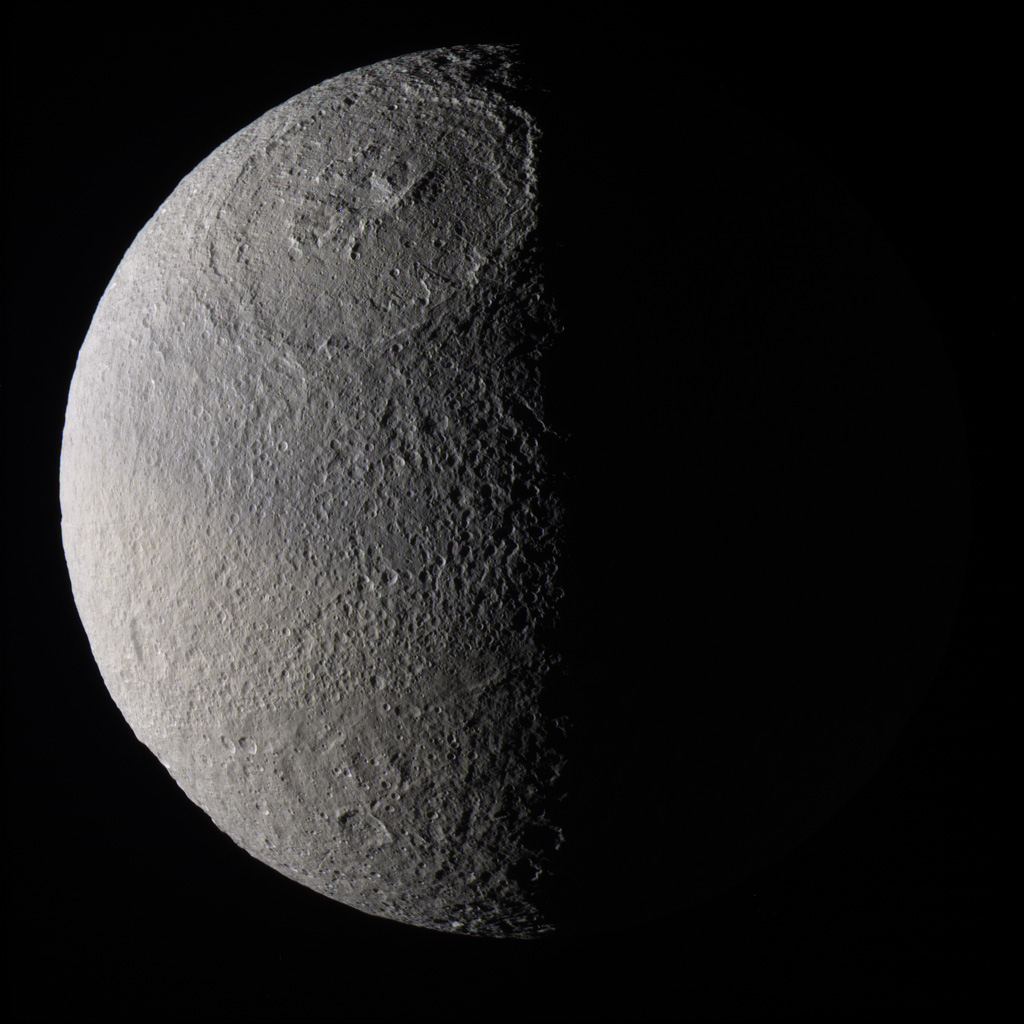
A enorme e rasa cratera Odysseus, com seu complexo central elevado, a Scheria Montes, está no topo desta imagem.
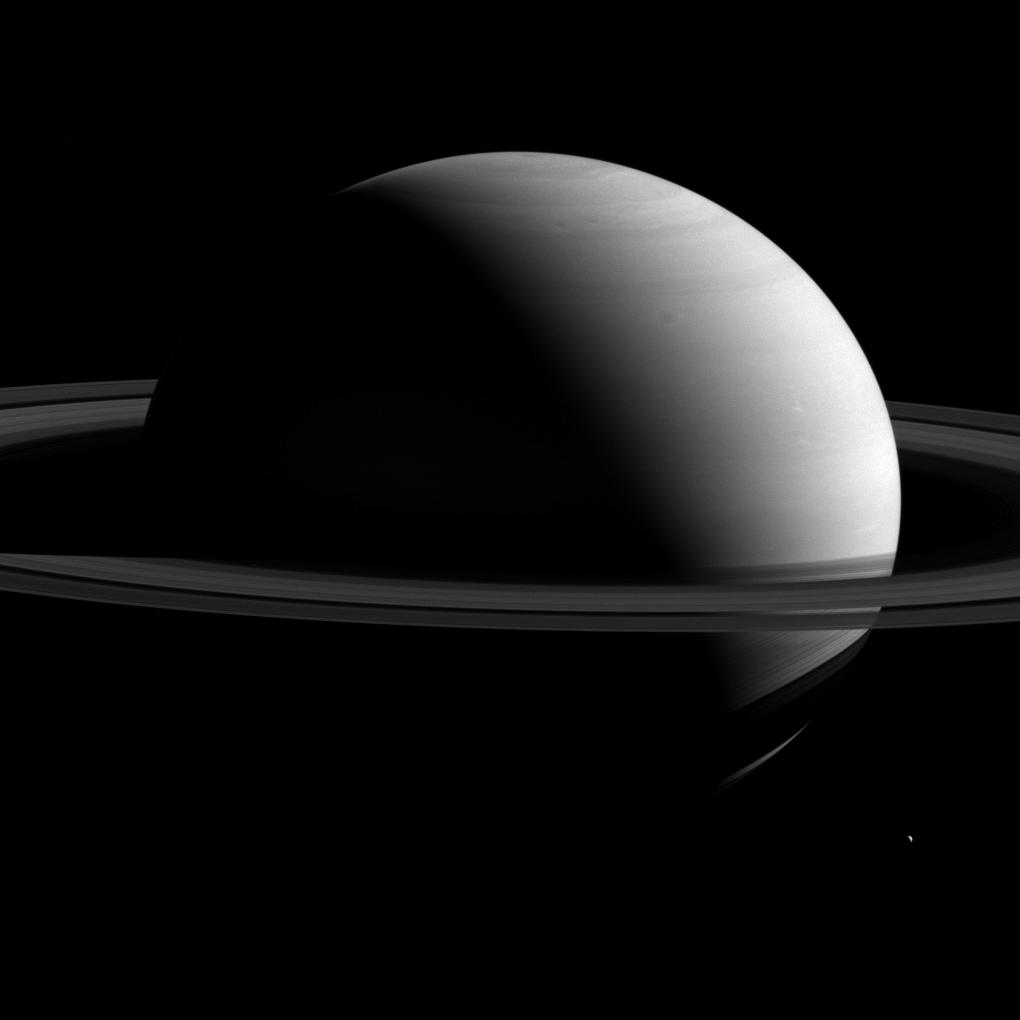
Tétis no canto inferior direito perto de Saturno e seus anéis.
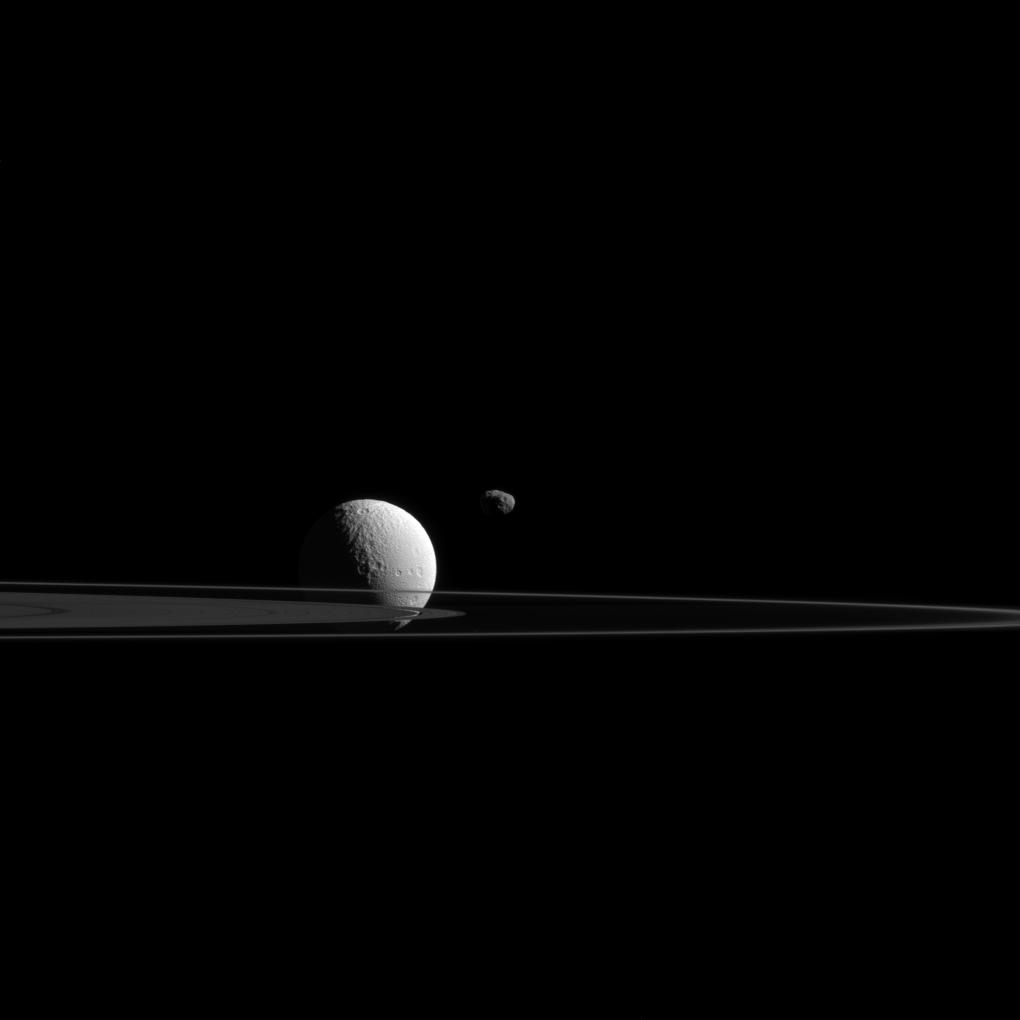
Tétis e Jano.
Mapa da superfície de Tétis.

1. 1 2  «By The Numbers | Tethys». NASA Solar System Exploration. Consultado em 9 de julho de 2021
2. ↑  «In Depth | Tethys». NASA Solar System Exploration. Consultado em 9 de julho de 2021
3. ↑  Matson, Dennis L.; Castillo-Rogez, Julie C.; Schubert, Gerald; Sotin, Christophe; McKinnon, William B. (2009).  Dougherty, Michele K.; Esposito, Larry W.; Krimigis, Stamatios M., eds. «The Thermal Evolution and Internal Structure of Saturn's Mid-Sized Icy Satellites». Dordrecht: Springer Netherlands (em inglês): 577–612. ISBN 978-1-4020-9216-9. doi:10.1007/978-1-4020-9217-6_18. Consultado em 21 de julho de 2021
4. ↑  Stone, E. C.; Miner, E. D. (10 de abril de 1981). «Voyager 1 Encounter with the Saturnian System». Science (em inglês) (4491): 159–163. ISSN 0036-8075. doi:10.1126/science.212.4491.159. Consultado em 9 de julho de 2021
5. 1 2  Muller, Daniel. «Missions to Tethys»
6. ↑  «Voyager Mission Description». The Rings Node of NASA's Planetary Data System.
7. 1 2  Stone, E. C.; Miner, E. D. (29 de janeiro de 1982). «Voyager 2 Encounter with the Saturnian System». Science (em inglês) (4532): 499–504. ISSN 0036-8075. doi:10.1126/science.215.4532.499. Consultado em 10 de julho de 2021
8. ↑  Jaumann, Ralf; Clark, Roger N.; Nimmo, Francis; Hendrix, Amanda R.; Buratti, Bonnie J.; Denk, Tilmann; Moore, Jeffrey M.; Schenk, Paul M.; Ostro, Steve J. (2009).  Dougherty, Michele K.; Esposito, Larry W.; Krimigis, Stamatios M., eds. «Icy Satellites: Geological Evolution and Surface Processes». Dordrecht: Springer Netherlands (em inglês): 637–681. ISBN 978-1-4020-9216-9. doi:10.1007/978-1-4020-9217-6_20. Consultado em 10 de julho de 2021
9. 1 2  Seal, David A.; Buffington, Brent B. (2009).  Dougherty, Michele K.; Esposito, Larry W.; Krimigis, Stamatios M., eds. «The Cassini Extended Mission». Dordrecht: Springer Netherlands (em inglês): 725–744. ISBN 978-1-4020-9216-9. doi:10.1007/978-1-4020-9217-6_22. Consultado em 10 de julho de 2021
10. ↑  «Cassini Solstice Mission: Saturn Tour Dates: 2011». NASA
11. ↑  Roatsch, Th.; Jaumann, R.; Stephan, K.; Thomas, P. C. (2009).  Dougherty, Michele K.; Esposito, Larry W.; Krimigis, Stamatios M., eds. «Cartographic Mapping of the Icy Satellites Using ISS and VIMS Data». Dordrecht: Springer Netherlands (em inglês): 763–781. ISBN 978-1-4020-9216-9. doi:10.1007/978-1-4020-9217-6_24. Consultado em 10 de julho de 2021
12. ↑  Filacchione, G.; Capaccioni, F.; McCord, T.B.; Coradini, A.; Cerroni, P.; Bellucci, G.; Tosi, F.; D'Aversa, E.; Formisano, V. (janeiro de 2007). «Saturn's icy satellites investigated by Cassini-VIMS». Icarus (em inglês) (1): 259–290. doi:10.1016/j.icarus.2006.08.001. Consultado em 10 de julho de 2021
13. ↑  Ostro, Steven J.; West, Richard D.; Janssen, Michael A.; Lorenz, Ralph D.; Zebker, Howard A.; Black, Gregory J.; Lunine, Jonathan I.; Wye, Lauren C.; Lopes, Rosaly M. (agosto de 2006). «Cassini RADAR observations of Enceladus, Tethys, Dione, Rhea, Iapetus, Hyperion, and Phoebe». Icarus (em inglês) (2): 479–490. doi:10.1016/j.icarus.2006.02.019. Consultado em 10 de julho de 2021
14. ↑  Khurana, Krishan K.; Russell, C.T.; Dougherty, M.K. (fevereiro de 2008). «Magnetic portraits of Tethys and Rhea». Icarus (em inglês) (2): 465–474. doi:10.1016/j.icarus.2007.08.005. Consultado em 10 de julho de 2021